# Ciornokozînți, Camenița
Ciornokozînți (în ucraineană Чорнокозинці) este un sat în comuna Șustivți din raionul Camenița, regiunea Hmelnîțkîi, Ucraina.

## Demografie
Componența lingvistică a localității Ciornokozînți
     Ucraineană (99,55%)
     Alte limbi (0,45%)
Conform recensământului din 2001, majoritatea populației localității Ciornokozînți era vorbitoare de ucraineană (99,55%), existând în minoritate și vorbitori de alte limbi.